# Morena Interesnaja
Die Morena Interesnaja (Transkription von russisch Морена Интересная ‚Interessante Moräne‘) ist eine Moräne an der Knox-Küste des ostantarktischen Wilkeslands. In den Bunger Hills liegt sie südlich des Apfel-Gletschers. 
Russische Wissenschaftler benannten sie.